# Pardon My Sarong
Pardon My Sarong este un film de comedie american din 1942 regizat de Erle C. Kenton. În rolurile principale joacă actorii Abbott și Costello.

## Distribuție
- Bud Abbott: Algy Shaw
- Lou Costello: Wellington Pflug
- Virginia Bruce: Joan Marshall
- Robert Paige: Tommy Layton
- Lionel Atwill: Varnoff
- Leif Erickson: Whaba
- Nan Wynn: Luana
- William Demarest: Det. Kendall
- Samuel S. Hinds: Cheif Kolua
- Marie McDonald: Ferna
- Elanie Morey: Amo